# Медаль миротворца
Медаль миротворца (порт. Medalha do Pacificador) — действующая государственная награда Бразилии.

## История
Была учреждена 25 августа 1953 года в честь 50 летия со дня рождения Луиса Алвеса ди Лимы и Силвы. Предназначена для награждения гражданских (с 1955 года) и военных деятелей, граждан Бразилии или иностранных, которые содействуют улучшению престижа Вооруженных сил Бразилии. Медалью также могут быть награждены военные Бразилии, отличившиеся при исполнении профессиональных обязанностей, и военные организации или гражданские учреждения, национальные или иностранные. При награждении воинской или гражданской организации орден крепится на знамя, либо флаг или штандарт.
С 1954 года медаль разрешено носить на военной форме вооруженных сил Бразилии. В 1962, 2002 и 2006 годах были введены различные классы медали для награждения лиц женского пола, организации и лиц в мирное время.
Медаль вручается министром обороны Бразилии, ежегодно, 25 августа. Награждение медалью осуществляется по приказу командующего армией и может быть осуществлено посмертно, при определенных обстоятельствах.

## Описание медали
Медаль выполнена из бронзы в виде щита, размерами 29×32 мм. Аверс медали разделены на 6 частей, размерами 14×30 мм, в которых изображены гербы. Сверху щита расположена корона, размерами 10×26 мм. Реверс медали имеет гладкую поверхность, на которой тоже есть щит с именем и барельефом Лимы и Силвы. Щупы расположены на реверсе медали для крепления ленты и самой медали. 
Ленты медали выполняются размерами 55×5 мм из камлота с пятью полосами разных цветов (синий и красный), в зависимости от класса медали и его гендерной принадлежности. Ленты ордена, вручаемого лицам мужского пола, расположены вертикально, а лицам женского пола — вертикально и горизонтально. На ленте может быть расположена, вышитая золотой нитью, ветка пальмы, размерами 25×4, для соответствующей медали. 

### Планка
Имеет размеры 35×10×2 из вискоза и атласа. В своем рисунке имеет 5 вертикальных полос одинаковой ширины (3 — синие, 2 — красные). Масса планки 5 грамм. На обратной стороне есть фиксирующие штифты с зажимами, для крепления. Предусмотрено расположение ветки пальмы, для соответствующего ордена.

## Классы медали
- «Медаль миротворца» с пальмовой ветвью
- «Медаль миротворца» без пальмовой ветви